# Stare Polichno
Stare Polichno (niem. Pollychen) – wieś w Polsce położona w województwie lubuskim, w powiecie gorzowskim, w gminie Santok. Leży 15 km na północ od Skwierzyny, na prawym brzegu Warty, przy szosie do Drezdenka.
W latach 1975–1998 miejscowość administracyjnie należała do województwa gorzowskiego.

## Zabytki
Do wojewódzkiego rejestru zabytków wpisane są:
- kościół ewangelicki, obecnie rzym.-kat. par. pw. św. Antoniego, szachulcowy, z 1826 - XIX wieku
- dom nr 48, szachulcowy, z XVIII w., ul. Sportowa 5
- dom nr 89, szachulcowy, z poł. XIX w., ul. Nadbrzeżna 15

## Galeria

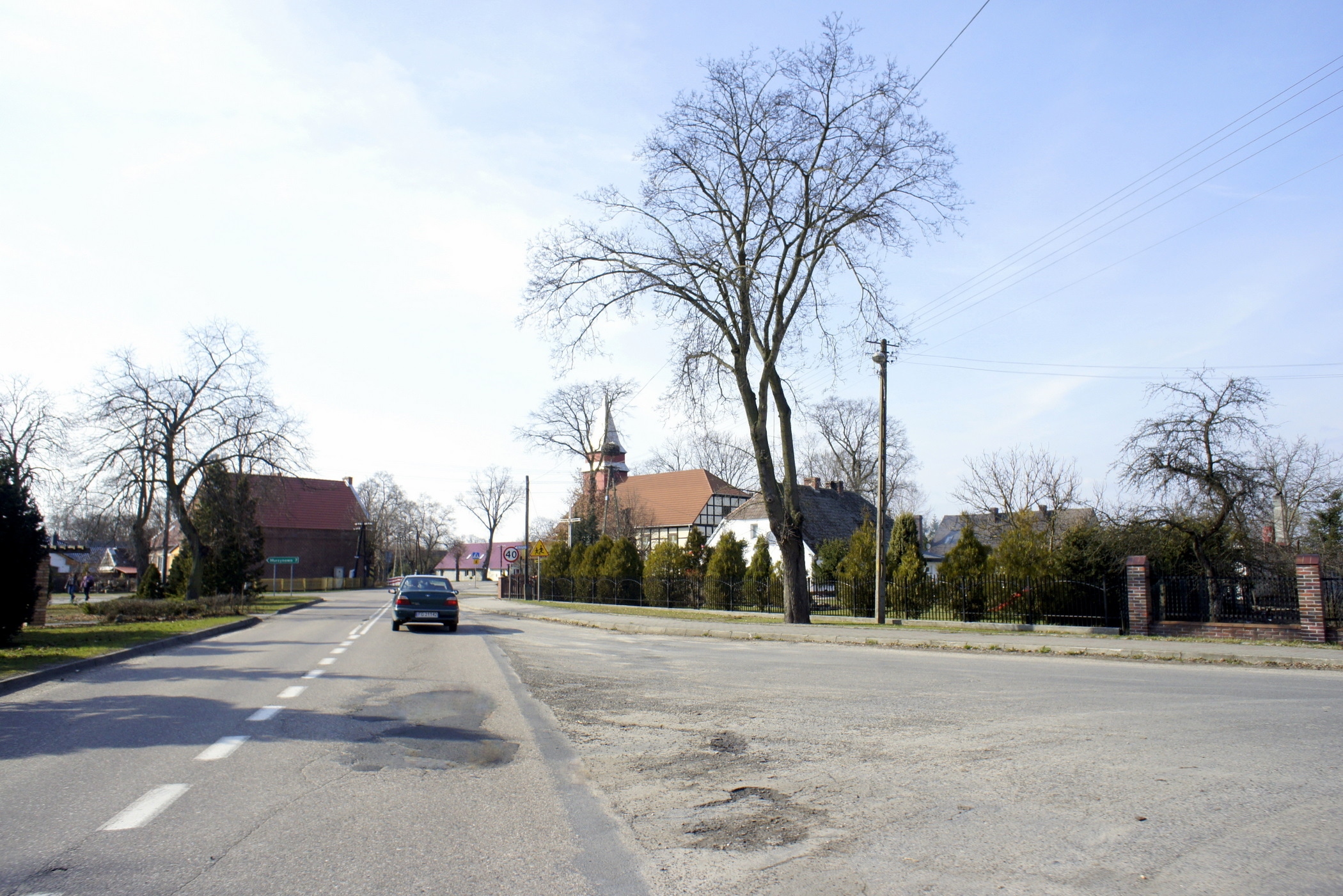
Wjazd
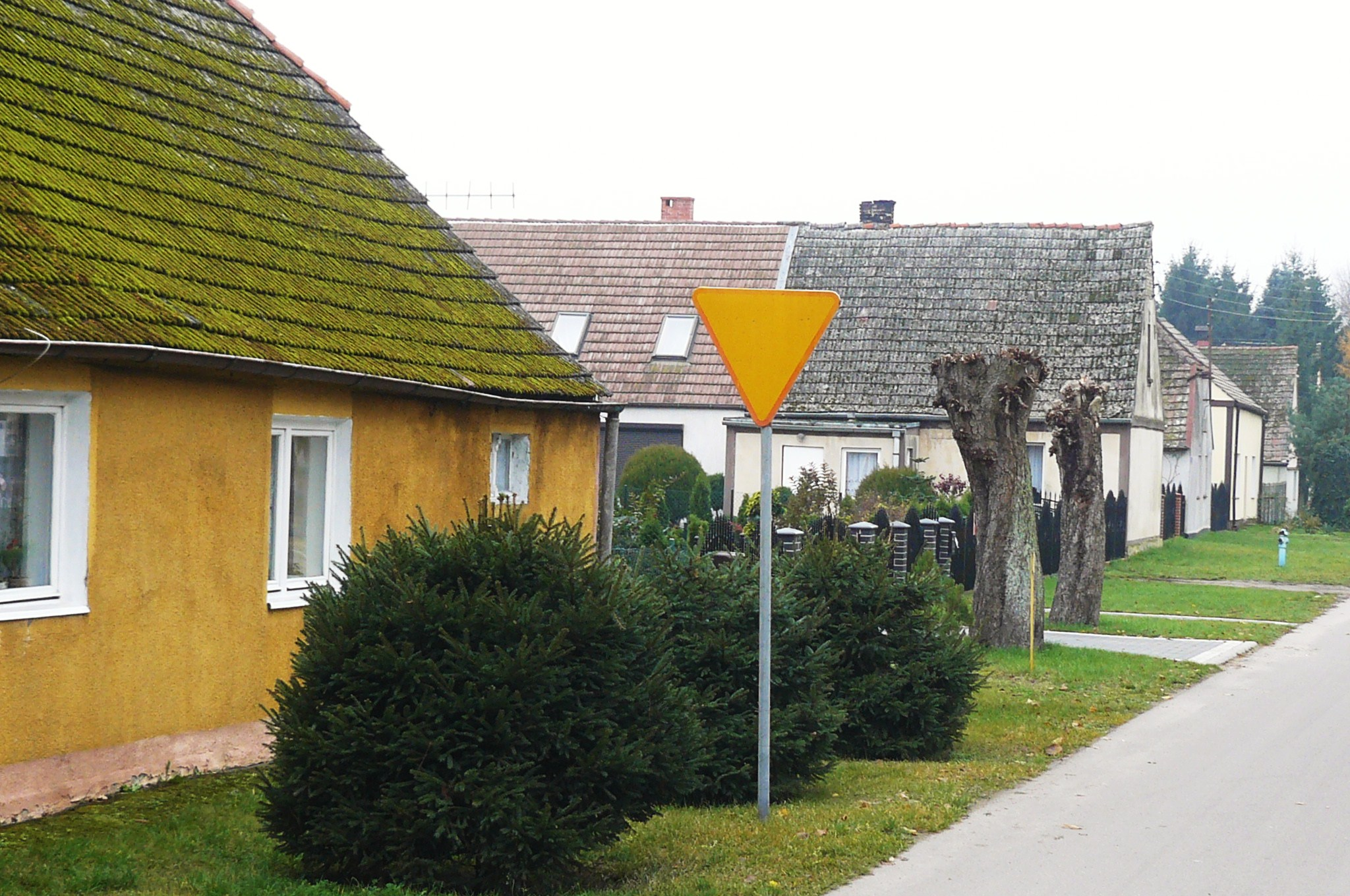
Zabudowa centrum
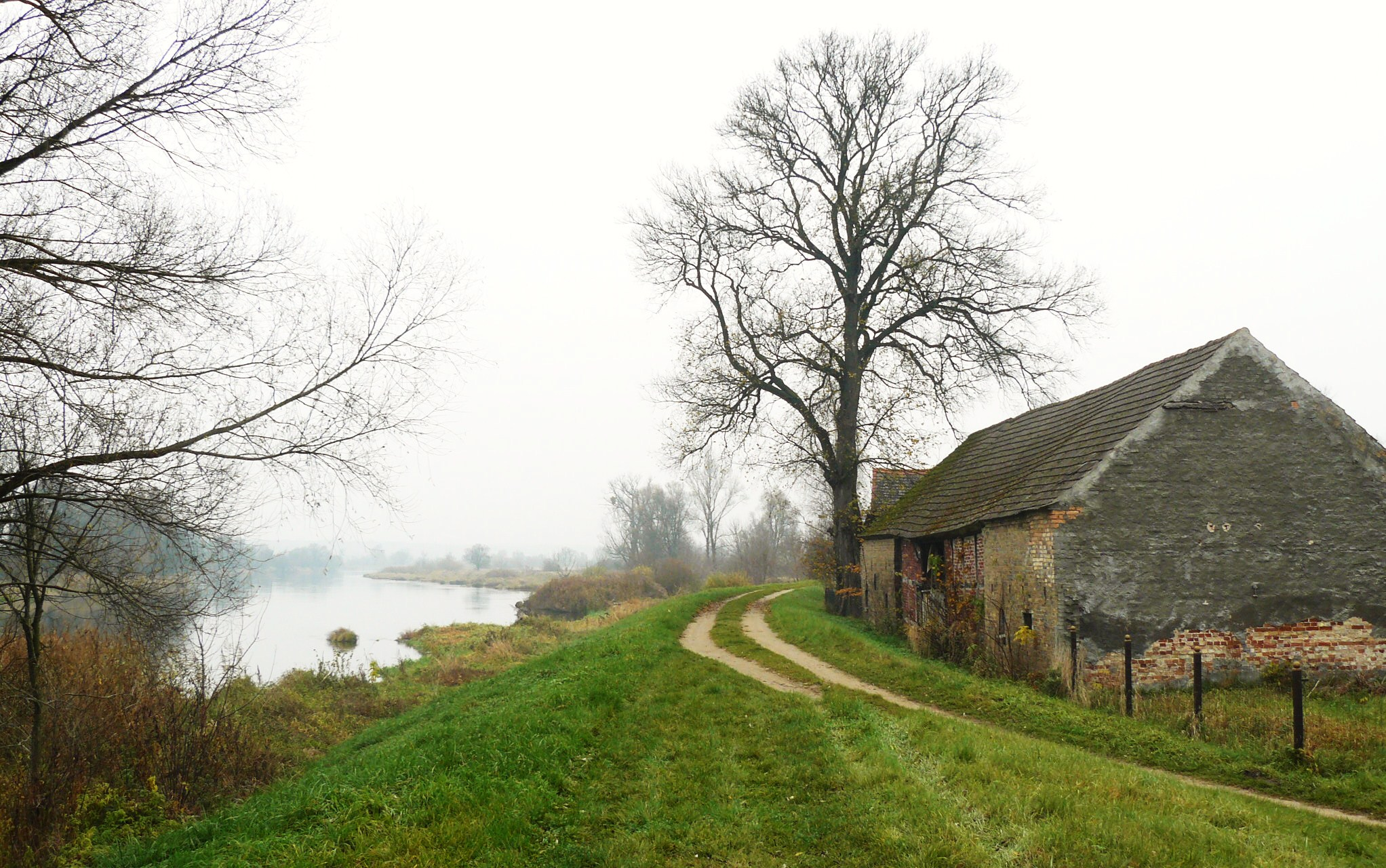
Wały nad Wartą